# Klondike (miniserie televisiva)
Klondike è una miniserie televisiva del 2014 prodotta per Discovery Channel, che è stata trasmessa dal 20 gennaio al 22 gennaio 2014. Si tratta della prima fiction prodotta del canale via cavo.
Basata su Gold Diggers: Striking It Rich in the Klondike di Charlotte Gray, la miniserie racconta la storia di due amici,  interpretati da Richard Madden e Augustus Prew, che nel 1897 cercano fortuna durante la corsa all'oro del Klondike.

## Trama
Gli avventurieri Bill Haskell e Byron Epstein intraprendono un viaggio verso lo Yukon in cerca di fortuna, durante la corsa all'oro del Klondike. Lungo la strada affrontano diversi pericoli e condizioni meteo difficili, e incontreranno la bella Belinda Mulrooney e l'aspirante scrittore Jack London.

## Personaggi e interpreti
- Bill Haskell, interpretato da Richard Madden
- Byron Epstein, interpretato Augustus Prew
- Joe Meeker, interpretato da Tim Blake Nelson
- Sabine, interpretata da Conor Leslie
- Belinda Mulrooney, interpretata da Abbie Cornish
- Soapy Smith, interpretato da Ian Hart
- Jack London, interpretato da Johnny Simmons
- The Count, interpretato da Tim Roth
- Padre Judge, interpretato da Sam Shepard